# Big Tuck
Big Tuck é um cantor de rap dos Estados Unidos. Tendo alçado as paradas de sucesso dos EUA.